# Honda Civic 3. Generation
Die dritte Generation des Honda Civic wurde von September 1983 bis September 1987 gefertigt. Es gab ihn in vier Karosserievarianten: als Coupé CR-X, dreitüriges Steilheck (Hatchback), viertüriges Stufenheck und Van Shuttle (einem Vorläufer der heutigen Vans). Bei der Gestaltung wurde bei dieser Modellreihe das Designbüro von Pininfarina beteiligt.

## Ausstattung
Die dritte Generation ist ohne klassischen Kombi, da diese Rolle vom kleinen Van Shuttle übernommen wird. Der Shuttle hatte serienmäßig Frontantrieb und war auch mit Allradantrieb erhältlich. Durch einen Druckknopf am Armaturenbrett konnte dieser zugeschaltet werden. Im Jahr 1987 wurde das Allradantriebssystem des Shuttle geändert. Es bekam eine automatische Viskokupplung, die bei unterschiedlicher Drehzahl  der Achsen automatisch Drehmoment an die Hinterräder weiterleitet.

## Motoren
Den Civic bot Honda zunächst mit 1,3 Liter 52 kW (71 PS) und dem 1,5 Liter GL oder S mit 62 kW (85 PS) an. Diese wurden 1984 mit dem 1,2 Liter 40 kW (54 PS) ergänzt. Das Spitzenmodell seiner Zeit war der 1,5 Liter GT mit 74 kW (101 PS). Ab dem Modelljahr 1986 wurde diese Version auf Wunsch mit einem geregelten Katalysator ausgestattet, worauf in dem damaligen Prospekt mit einem einfachen Nebensatz im Kleingedruckten „für den umweltbewußten Fahrer“ hingewiesen wurde. Die Ausführung mit Katalysator leistete 90 PS.

### Modellübersicht
| Modellcode | Typ                | Hubraum           | kW (PS)  | Motorcode | Besonderheit                      | Bauzeit         |
| ---------- | ------------------ | ----------------- | -------- | --------- | --------------------------------- | --------------- |
| AL         | Dreitürer          | 1,2 l (1.2)       | 40 (54)  | ZA2       |                                   | 01/1984–09/1987 |
| AH         | Dreitürer (1.5S)   | 1,5 l             | 63 (86)  | EW1       | serienmäßige Servolenkung         | 09/1983–09/1987 |
| AH         | Dreitürer (1.5GT)  | 1,5 l             | 74 (101) | EW2       | Saugrohreinspritzung mit PGM-FI 1 | 01/1985–09/1987 |
| AH         | Dreitürer (1.5iGT) | 1,5 l             | 66 (90)  | EW2       | PGM-Fi mit G-Kat                  | 01/1986–09/1987 |
| AF         | Zweitürer (CRX)    | 1,5 l (1.5i)      | 74 (101) | EW3       |                                   | 09/1983–09/1987 |
| AG         | Dreitürer          | 1,3 l (1.3Deluxe) | 52 (71)  | EV1       |                                   | 09/1983–09/1987 |
| AG         | Dreitürer          | 1,3               | 55 (75)  | EV2       | ohne Kat / mit Hondamatic H3      |                 |
| AK         | Viertürer          | 1,5 l             | 66 (90)  | EW1       |                                   | 01/1986–09/1987 |
| AK         | Fünftürer          | 1,5 l             | 66 (90)  | EW1       |                                   |                 |
| AM         | Viertürer          | 1,2 l (1.2)       | 40 (54)  | ZA1       |                                   | 09/1983–09/1987 |
| AN         | Shuttle            | 1,5 l             | 63 (86)  | EW2       | RT4WD                             |                 |
| AN         | Shuttle            | 1,5 l             | 63 (86)  | EW2       | Civic Shuttle                     | 01/1985–12/1987 |
| AR         | Shuttle            | 1,5 l             | 66 (90)  | EW        | RT4WD                             |                 |
| AR         | Shuttle            | 1,5 l             | 66 (90)  | EW        | Civic Shuttle                     | 10/1983–12/1987 |
| AS         | Zweitürer (CRX)    | 1,6 l (1.6-16)    | 92 (125) | ZC1       |                                   | 09/1983–09/1987 |

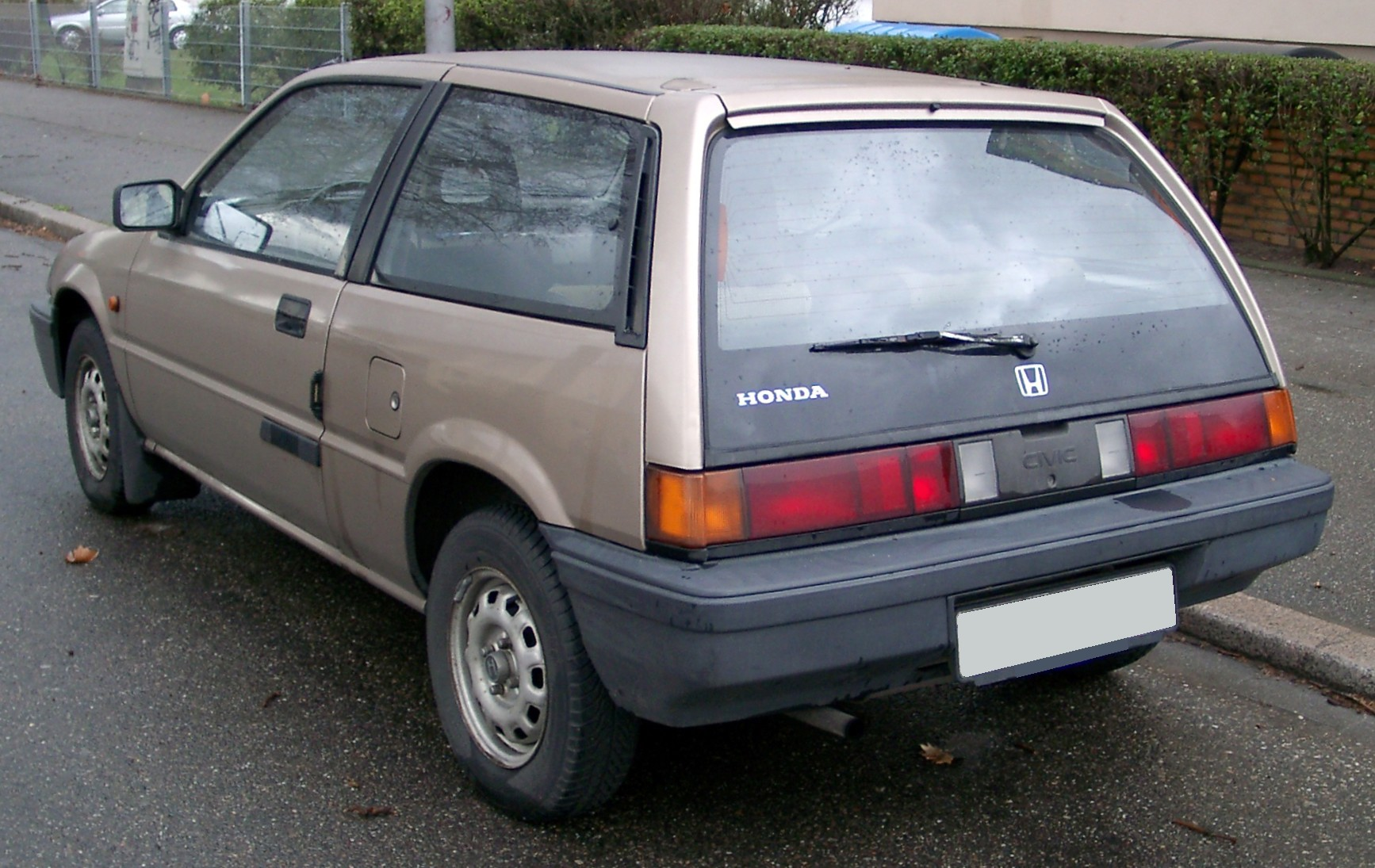
Heck des Civic Dreitürer
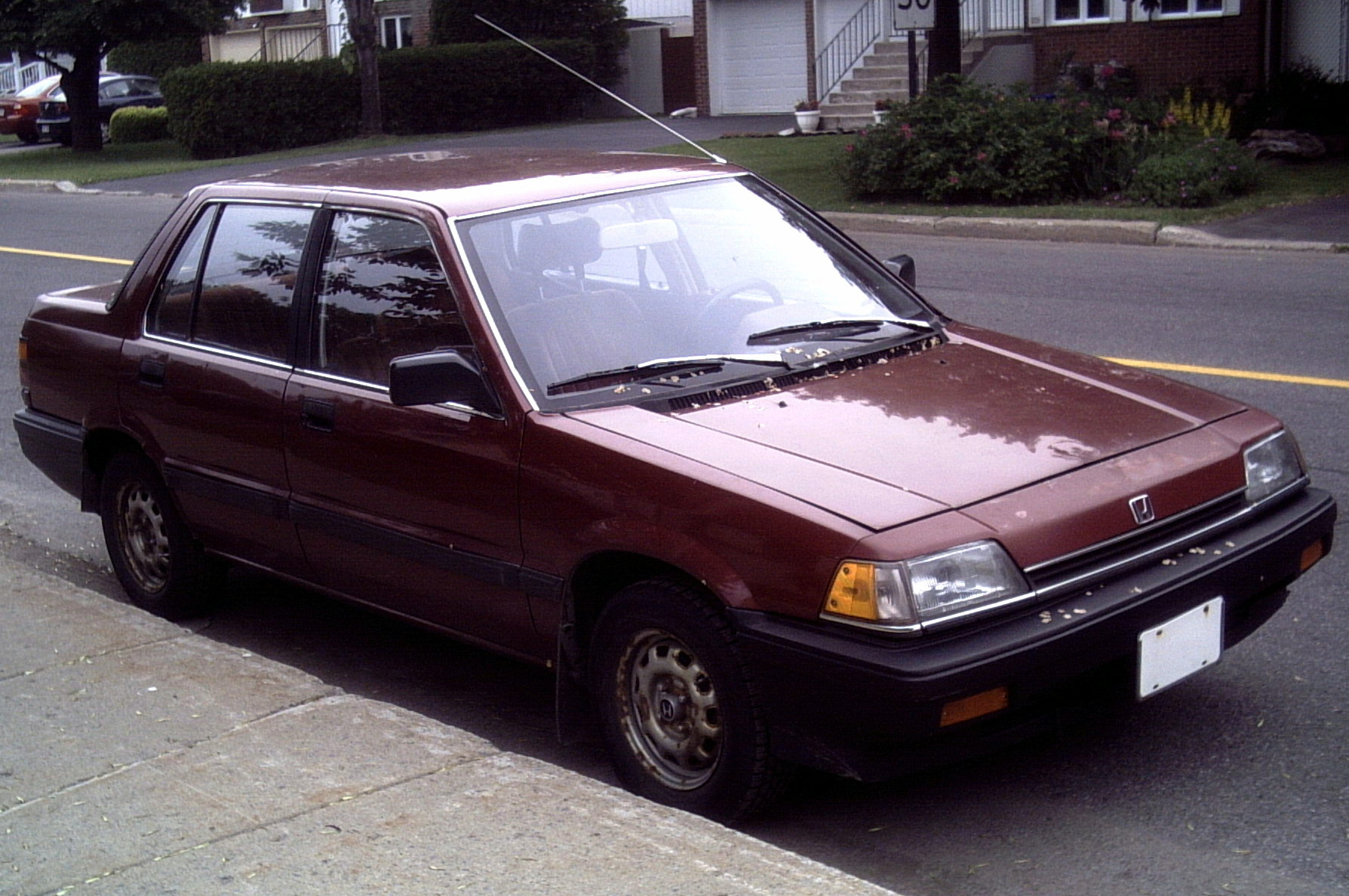
Honda Civic Viertürer
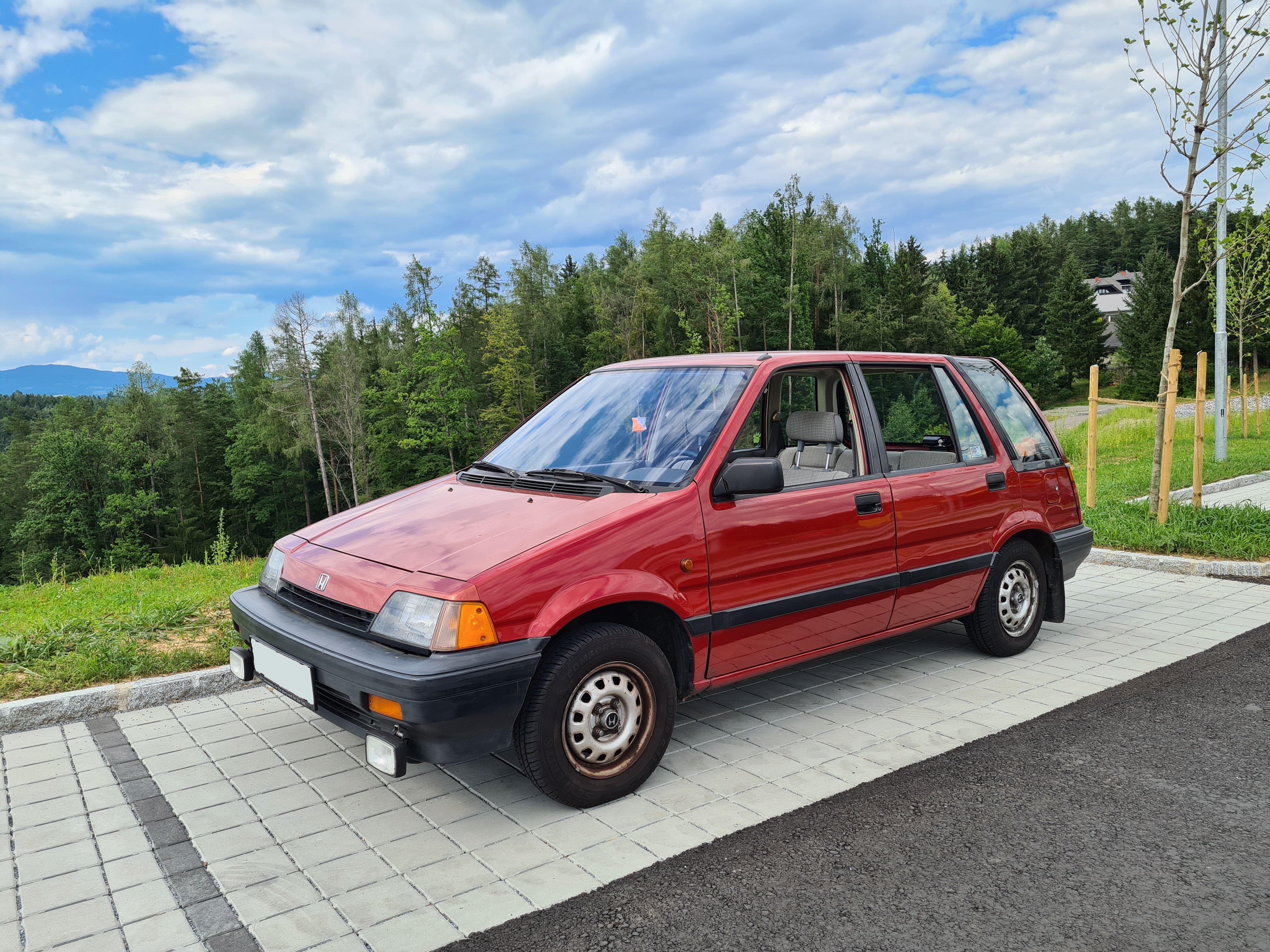
Honda Civic Shuttle (1985)